# Rally Internacional Erechim de 2013
El Rally Internacional Erechim de 2013, oficialmente Rally Internacional de Erechim 2013 o Erechim Rally Internacional 2013, fue la primera fecha de la temporada 2013 del Campeonato Sudamericano de Rally y la segunda del Campeonato Brasileño de Rally y del Campeonato Gaúcho de Rally de Velocidad. Se llevó a cabo del 16 al 19 de mayo en el municipio de Erechim y tuvo un recorrido total de 180 kilómetros, 144,20 de los cuales fueron cronometrados y divididos en doce tramos, sobre terracería. Contó con la participación de noventa y siete tripulaciones, setenta y dos de las cuales participaron en el Campeonato sudamericano, cuarenta y tres en el Campeonato Brasileño y cuarenta y ocho en el Campeonato Gaúcho.
La prueba fue ganada por el paraguayo Gustavo Saba por tercera ocasión consecutiva, a bordo de un Škoda Fabia S2000. El segundo y el tercer lugares fueron ganados por los también paraguayos Miguel Zaldívar y Diego Domínguez, respectivamente. Las mismas tres tripulaciones ocuparon el podio del Campeonato Codasur en el mismo orden, mientras que el brasileño Ulysses Bertholdo ocupó la cuarta posición general y ganó los campeonatos brasileño y gaúcho.
Con el triunfo, Saba ocupó el liderato inicial del Campeonato Sudamericano con cuarenta y nueve puntos, seguido de Miguel Zaldívar en el segundo lugar, con treinta y seis puntos, y de Diego Domínguez en el tercer lugar, con veintiocho puntos.

## Itinerario y ganadores
| Día              | Tramo | Nombre                  | Distancia | Hora  | Ganador         | Tiempo  | Vel. media | Líder rally     |
| ---------------- | ----- | ----------------------- | --------- | ----- | --------------- | ------- | ---------- | --------------- |
| Día 1 viernes 17 | TC1   | Super Prime Graffoluz 1 | 1,8 km    | 18:03 | Miguel Zaldívar | 2:57.7  | 36.5 kp/h  | Miguel Zaldívar |
| Día 2 sábado 18  | TC2   | Optitel 1               | 7,0 km    | 08:30 | Miguel Zaldívar | 4:19.6  | 97.1 kp/h  | Miguel Zaldívar |
| Día 2 sábado 18  | TC3   | Dall'Agnol 1            | 10,6 km   | 08:48 | Gustavo Saba    | 6:05.3  | 104.5 kp/h | Miguel Zaldívar |
| Día 2 sábado 18  | TC4   | Paulo Bento 1           | 21,6 km   | 11:31 | Gustavo Saba    | 13:22.4 | 96.9 kp/h  | Gustavo Saba    |
| Día 2 sábado 18  | TC5   | Optitel 2               | 7,0 km    | 11:01 | Gustavo Saba    | 4:11.5  | 100.2 kp/h | Gustavo Saba    |
| Día 2 sábado 18  | TC6   | Dall'Agnol 2            | 10,6 km   | 11:19 | Gustavo Saba    | 5:53.7  | 107.9 kp/h | Gustavo Saba    |
| Día 2 sábado 18  | TC7   | Paulo Bento 2           | 21,6 km   | 11:42 | Gustavo Saba    | 13:03.1 | 99.3 kp/h  | Gustavo Saba    |
| Día 2 sábado 18  | TC8   | Super Prime Graffoluz 2 | 1,8 km    | 13:26 | Diego Domínguez | 2:49.6  | 38.2 kp/h  | Gustavo Saba    |
| Día 3 domingo 19 | TC9   | Olfar 1                 | 12,5 km   | 08:03 | Gustavo Saba    | 7:56.8  | 94.4 kp/h  | Gustavo Saba    |
| Día 3 domingo 19 | TC10  | Casspet 1               | 18,6 km   | 08:31 | Gustavo Saba    | 11:22.0 | 98.2 kp/h  | Gustavo Saba    |
| Día 3 domingo 19 | TC11  | Olfar 2                 | 12,5 km   | 10:19 | Miguel Zaldívar | 8:45.1  | 85.7 kp/h  | Gustavo Saba    |
| Día 3 domingo 19 | TC12  | Casspet 2               | 18,6 km   | 10:47 | Gustavo Saba    | 12:49.8 | 87.0 kp/h  | Gustavo Saba    |
| Fuentes          |       |                         |           |       |                 |         |            |                 |

## Clasificación final
| Pos.                           | Piloto               | Copiloto           | Automóvil                  | Tiempo    | Diferencia | Vel. media | Puntos  |
| General                        | General              | General            | General                    | General   | General    | General    | General |
| ------------------------------ | -------------------- | ------------------ | -------------------------- | --------- | ---------- | ---------- | ------- |
| 1.                             | Gustavo Saba         | Víctor Aguilera    | Škoda Fabia S2000          | 1:33:45.7 | -          | 92.3 kp/h  |         |
| 2.                             | Miguel Zaldívar      | Héctor Núñez       | Ford Fiesta S2000          | 1:34:43.1 | +57.4      | 91.3 kp/h  |         |
| 3.                             | Diego Domínguez      | Edgardo Galindo    | Mitsubishi Lancer Evo X R4 | 1:35:53.3 | +2:07.6    | 90.2 kp/h  |         |
| 4.                             | Ulysses Bertholdo    | Marcelo Dalmut     | Mitsubishi Lancer Evo X    | 1:37:01.5 | +3:15.8    | 89.2 kp/h  |         |
| 5.                             | Roberto Saba         | Leonardo Suaya     | Mitsubishi Lancer Evo IX   | 1:39:28.6 | +5:42.9    | 87.0 kp/h  |         |
| 6.                             | Cristian Rosiak      | Hugo Tomas         | Mitsubishi Lancer Evo X    | 1:40:34.8 | +6:49.1    | 86.0 kp/h  |         |
| 7.                             | Eduardo Paredo       | Claudio Bustos     | Mitsubishi Lancer Evo IX   | 1:40:35.6 | +6:49.9    | 86.0 kp/h  |         |
| 8.                             | Rubén Cuenca         | Daniel Galarza     | Subaru Impreza             | 1:41:22.5 | +7:36.8    | 85.3 kp/h  |         |
| 9.                             | Enrique Pereyra      | Juan Antelo        | Mitsubishi Lancer Evo IX   | 1:41:34.4 | +7:48.7    | 85.2 kp/h  |         |
| 10.                            | Ilo Diehl dos Santos | Eduardo Soneca     | Mitsubishi Lancer Evo X R4 | 1:44:59.4 | +11:13.7   | 82.4 kp/h  |         |
| Codasur                        |                      |                    |                            |           |            |            |         |
| 1.(1.)                         | Gustavo Saba         | Víctor Aguilera    | Škoda Fabia S2000          | 1:33:45.7 | -          | 92.3 kp/h  | 49      |
| 2.(2.)                         | Miguel Zaldívar      | Héctor Núñez       | Ford Fiesta S2000          | 1:34:43.1 | +57.4      | 91.3 kp/h  | 36      |
| 3.(3.)                         | Diego Domínguez      | Edgardo Galindo    | Mitsubishi Lancer Evo X R4 | 1:35:53.3 | +2:07.6    | 90.2 kp/h  | 28      |
| 4.(5.)                         | Roberto Saba         | Leonardo Suaya     | Mitsubishi Lancer Evo IX   | 1:39:28.6 | +5:42.9    | 87.0 kp/h  | 22      |
| 5.(6.)                         | Víctor Rempel        | Vernon Rempel      | Mitsubishi Lancer Evo X    | 1:40:34.8 | +6:49.1    | 86.0 kp/h  | 18      |
| Campeonato Brasileño de Rally  |                      |                    |                            |           |            |            |         |
| 1.(4.)                         | Ulysses Bertholdo    | Marcelo Dalmut     | Mitsubishi Lancer Evo X    | 1:37:01.5 | -          | 89.2 kp/h  | 25      |
| 2.(10.)                        | Ilo Diehl dos Santos | Eduardo Soneca     | Mitsubishi Lancer Evo X R4 | 1:44:59.4 | +7:57.9    | 82.4 kp/h  | 18      |
| 3.(11.)                        | Alexandre Figueiredo | Andrey Karpinski   | Volkswagen Gol Trend MR    | 1:48:44.5 | +11:43.0   | 79.6 kp/h  | 15      |
| 4.(12.)                        | Tiago Mocellin       | Vinicius Anciliero | GM Celta                   | 1:49:18.9 | +12:17.4   | 79.1 kp/h  | -       |
| 5.(13.)                        | Luis Tedesco         | Raphael Furtado    | Fiat Palio                 | 1:49:33.8 | +12:32.3   | 79.0 kp/h  | -       |
| Campeonato Gaúcho de Velocidad |                      |                    |                            |           |            |            |         |
| 1.(4.)                         | Ulysses Bertholdo    | Marcelo Dalmut     | Mitsubishi Lancer Evo X    | 1:37:01.5 | -          | 89.2 kp/h  | 29      |
| 2.(10.)                        | Ilo Diehl dos Santos | Eduardo Soneca     | Mitsubishi Lancer Evo X R4 | 1:44:59.4 | +7:57.9    | 82.4 kp/h  | 12      |
| Fuentes                        |                      |                    |                            |           |            |            |         |

| Predecesor: Ninguno | Codasur 2013 | Sucesor: Paraguay 2013 |